# Martha is Dead
Martha is Dead è un videogioco di genere horror psicologico, sviluppato dallo studio italiano LKA (già noti per lo sviluppo di The Town of Light) e pubblicato da Wired Productions. È stato pubblicato il 24 febbraio 2022 su Microsoft Windows, PlayStation 4, PlayStation 5, Xbox One, Xbox Series X/S.

## Trama
Il gioco è ambientato negli ultimi anni della seconda guerra mondiale tra San Casciano e La Romola nell'Italia occupata dai tedeschi. Martha e Giulia K. sono due sorelle gemelle: Martha è sorda dalla prima infanzia, e la madre Irene accusa Giulia di esserne la causa poiché a suo dire le avrebbe usato violenza mentre le portava in grembo. Per questo motivo e per l'odio provato da Irene nei suoi confronti, Giulia viene mandata a trascorrere la sua infanzia nella tenuta di campagna della loro tata, lontana da Martha e dal resto della famiglia; qui la donna le racconta la leggenda della Dama Bianca, spirito maligno di una donna uccisa per gelosia dal suo amante; l'uomo fu poi impiccato a un albero su un isolotto al centro del lago presso la tenuta.
Passano gli anni e le sorelle diventano adolescenti. Il padre di Martha e Giulia, Erich, presta servizio come generale nell'esercito tedesco: per paura di rappresaglie, la famiglia si rifugia nell'abitazione della tata, mentre costei rimane nella villa della famiglia K. Una sera Giulia propone a Martha di accompagnarla al lago, la mattina seguente, per fare delle fotografie; tuttavia al risveglio Martha è sparita. Giulia si reca da sola a scattare le foto; giunta al lago, la ragazza scopre il cadavere di sua sorella. All'arrivo dei genitori, Irene scambia Giulia per Martha e crede che sia questa a essere rimasta in vita; la ragazza decide quindi di prendere il posto della sorella, fingendosi sorda.
Giulia cerca di approfittare di questa situazione per conquistare l'affetto di sua madre; tuttavia col passare dei giorni il suo stato mentale peggiora. La ragazza si sforza di ricordare cosa sia accaduto il giorno in cui sua sorella è morta, ma si accorge di avere numerosi vuoti di memoria. Durante l'esplorazione del bosco circostante, Giulia trova il cadavere del suo ragazzo Lapo, un partigiano, poco prima di essere colpita da uno sparo. Irene trova Giulia in fin di vita e la salva riportandola a casa. Dopo il funerale di Martha, Giulia rivela indirettamente la sua identità alla madre suonando il pianoforte: la madre è sconvolta e infuriata da quella rivelazione, cosa che porta la ragazza a sospettare che Irene la volesse morta, mentre per errore è stata uccisa Martha.
Giulia ottiene dalla tata le istruzioni per evocare la Dama Bianca. Mentre si reca sulla spiaggia ai margini della foresta, la ragazza trova il rullino fotografico che aveva usato pochi istanti prima della morte di sua sorella. Giulia rema fino all'isolotto dove è stato impiccato l'amante della Dama Bianca: usando i tarocchi per comunicare con lei, Giulia ottiene la chiave del portagioie di sua sorella. Dentro di esso Giulia trova una lettera in cui sua sorella spiegava di essersi finta sorda per reagire ai tormenti inflitti da Irene durante la loro infanzia; spiega che si sentiva in colpa per il favoritismo di Irene nei suoi confronti e il suo disprezzo nei confronti di Giulia, e che intendeva provocare la furia di sua madre per essere uccisa da lei, in modo che Giulia potesse prendere il posto di Martha. Martha confessa anche di essere rimasta incinta di Lapo, ma ha mentito a Irene dicendo che era Giulia ad essere incinta. Giulia si reca nella cripta di famiglia per verificare se Martha fosse veramente incinta: in effetti nel corpo imbalsamato di Martha rinviene un feto deforme a due teste. Terrorizzata la ragazza fugge via, promettendo di "riparare" il corpo di sua sorella in seguito.
Giulia scopre che Irene ha preso accordi con un manicomio per farla internare. Prima di sviluppare il rullino di foto scattate nel giorno della morte di Martha, Giulia lega e interroga Irene, ma durante l'interrogatorio soffre di continui blackout mentali e alla fine scopre di aver sparato a sua madre, pur non ricordando di averlo fatto; nello stesso momento, una bomba colpisce la chiesetta davanti all'abitazione provocando un blackout. Giulia trova nella tasca di Irene la chiave della sua cameretta d'infanzia; dopo esservisi recata, inscena con il suo teatrino di marionette uno spettacolo attraverso il quale ricostruisce l'accaduto: è stata lei stessa a smembrare il corpo di sua madre e seppellirlo sotto il ponticello dell'entrata della tenuta. Quando torna la corrente, Giulia sviluppa il rullino e dalle foto scopre che è stata lei stessa a uccidere Martha, non sua madre. Disperata Giulia tenta il suicidio, ma in quel momento viene tesa un'imboscata dai soldati della resistenza italiana; la ragazza subisce torture insieme a suo padre, che viene ucciso, mentre lei viene risparmiata.
Rimasta sola, Giulia torna nella camera oscura e riproduce la registrazione della confessione di sua madre, attraverso la quale viene rivelato che Martha potrebbe non esistere. Usando ancora il suo teatrino di marionette, infatti, Giulia ripercorre la sua dura infanzia, durante la quale la violenza di Irene ha causato una divisione nella personalità della ragazza in due distinte entità: Martha, tranquilla e amata, e Giulia, ribelle e detestata. Tuttavia Giulia non riesce a comprendere se questa sia la realtà o se tutto sia deformato dalla sua mente martoriata, così come gli eventi appena trascorsi.
Giulia chiama al telefono il parroco del paese, che la convince a venire in chiesa, dove finalmente il personale del manicomio la porta via. Internata nell'istituto, Giulia diventa autolesionista e si masturba al punto di procurarsi dolore. Nel suo spazio mentale, Giulia parla di se stessa con un ego alternativo e cerca di comprendere quali eventi fossero fatti e quali finzione. Indipendentemente dalle scelte del giocatore per le sue risposte, la sequenza si conclude con Giulia che si taglia gli avambracci. Al termine del suo racconto, Giulia afferma di aver compreso, grazie all'aiuto psichiatrico, di soffrire di schizofrenia; col tempo è guarita e oggi può lasciarsi alle spalle gli eventi del passato.

## La storia della Dama Bianca
Una delle scene introduttive di questo videogioco prevede la lettura di un libro per bambini su uno spirito vendicativo chiamato Dama Bianca. Si riassume così: Una bella ragazza in un villaggio ha un partner amorevole. Aveva in programma di incontrare il suo amante su una piccola isola al centro del Lago di San Casciano. Tuttavia, al suo arrivo, viene brutalmente affogata dal detto amante per gelosia. Afferma che semplicemente l'amava troppo. Ritorna al villaggio e confessa i suoi peccati. Per il suo crimine viene impiccato al centro del lago dove ha annegato la ragazza del villaggio. Sebbene gli abitanti del villaggio abbiano tentato di recuperare il corpo della ragazza, non è mai stata trovata. Gli abitanti del villaggio hanno quindi affermato che il suo spirito vagava per il villaggio, alla ricerca di belle giovani donne con cui ricreare la sua morte, quindi trasferendo e alleviando il proprio dolore. Il suo spirito può essere evocato usando tarocchi e rituali oscuri che il giocatore ricrea nel gioco. La Dama Bianca può essere evocata con le seguenti disposizioni: un mazzo di tarocchi, un oggetto che funge da ponte verso il regno degli spiriti e il mondo reale, mettendola in contatto con il suo amante, una ciocca dei capelli del giocatore, e deve essere nebbioso perché il rituale funzioni.

## Personaggi
- Martha / Giulia. Doppiate da Joy Saltarelli.
- Irene: madre di Martha e Giulia. Doppiata da Flaminia Fegarotti.
- Erich: padre di Martha e Giulia. Doppiato da Udo Kier.
- Tata. Doppiata da Marta Altinier.
- Lapo: partigiano e amante di Martha. Doppiato da Alessandro Budroni.

## Accoglienza
| Testata                          | Versione | Giudizio |
| -------------------------------- | -------- | -------- |
| Metacritic (media al 24-02-2022) | PC       | 75/100   |
| Metacritic (media al 24-02-2022) | PS5      | 70/100   |
| Metacritic (media al 24-02-2022) | XSXS     | 66/100   |
| EGM                              | Tutte    | [ 5 ]    |
| Game Informer                    | Tutte    | 6/10     |
| GamesRadar+                      | Tutte    | [ 7 ]    |
| IGN                              | Tutte    | 7/10     |
| Push Square                      | Tutte    | [ 9 ]    |
| VideoGamer.com                   | Tutte    | 6/10     |

Martha is Dead ha ricevuto recensioni "miste o nella media", secondo l'aggregatore di recensioni Metacritic.

## Controversie
Martha is Dead è stato oggetto di polemiche dopo che il gioco è stato censurato per la sua uscita su console PlayStation. Le modifiche includono la rimozione dell'interattività da alcune scene grafiche e la rimozione dei riferimenti alla masturbazione. Il gioco non è stato censurato sulle altre piattaforme.